# New Salem (Dakota del Nord)
New Salem és una població dels Estats Units a l'estat de Dakota del Nord. Segons el cens del 2000 tenia 938 habitants.

## Demografia
Segons el cens del 2000, New Salem tenia 938 habitants, 411 habitatges, i 246 famílies. La densitat de població era de 249,8 hab./km².
Dels 411 habitatges en un 21,4% hi vivien nens de menys de 18 anys, en un 54,3% hi vivien parelles casades, en un 4,4% dones solteres, i en un 40,1% no eren unitats familiars. En el 38,7% dels habitatges hi vivien persones soles el 25,8% de les quals corresponia a persones de 65 anys o més que vivien soles. El nombre mitjà de persones vivint en cada habitatge era de 2,14 i el nombre mitjà de persones que vivien en cada família era de 2,83.
Per edats la població es repartia de la següent manera: un 21,1% tenia menys de 18 anys, un 2,9% entre 18 i 24, un 21% entre 25 i 44, un 20,6% de 45 a 60 i un 34,4% 65 anys o més.
L'edat mediana era de 49 anys. Per cada 100 dones de 18 o més anys hi havia 81,4 homes.
La renda mediana per habitatge era de 26.848 $ i la renda mediana per família de 36.761 $. Els homes tenien una renda mediana de 27.446 $ mentre que les dones 19.091 $. La renda per capita de la població era de 16.514 $. Entorn del 9,4% de les famílies i el 9,2% de la població estaven per davall del llindar de pobresa.

## Poblacions properes
El següent diagrama mostra les poblacions més properes.